# Зона боевых действий
Зона боевых действий — участок территории на театре военных действий, где организуется развёртывание, базирование или ведение боевых действий объединений сухопутных войск, военной авиации и средств противовоздушной обороны.

## Общие положения
Как правило, пространственная протяжённость зоны боевых действий войсковых сил зависит от их боевых задач, укомплектованности, состава и организации, транспортно-технических возможностей, планируемого масштаба предстоящего вооружённого столкновения, рельефа местности и боевого потенциала противостоящих сил противника. Обычно в зоне боевых действий сухопутных войск попадают воздушные, наземные и морские районы, ограниченные с фронта линией боевого соприкосновения сторон, с флангов — границами театра военных действий, а с тыла — границей с административной зоной (зоной коммуникации). Глубина зоны боевых действий, в пределах которой осуществляется развёртывание дивизий, корпусов, полевых армий и групп армий, может достигать 250—300 километров. В этих же пределах располагаются их средства усиления и поддержки, подразделения инженерных войск, войск связи, охраны и обороны тыла, склады снабжения и тому подобное.
В уличных боях, для сужения зоны боевых действий, могут быть использованы баррикады для закрытия определенных районов продвижения войск.